# معصومه مصدق
معصومه مصدق (یا: فیروزه مصدق) (درگذشت ۴ اردیبهشت ۱۳۷۷) دختر غلامحسین مصدق و نوه محمد مصدق (نخست‌وزیر اسبق و رهبر ملی شدن صنعت نفت ایران) بود. وی در کودکی بسیار مورد علاقه پدربزرگش قرار داشت و در اغلب عکس‌های مطبوعاتی و فیلم‌های زمان نخست‌وزیری مصدق در کنار او دیده می‌شد.

## قتل
معصومه سالیان متمادی در آمریکا اقامت داشت و فاقد پیشینه فعالیت سیاسی بود، شبانه در سن چهل و نه سالگی در منزلش در تهران بر اثر ضرب و شتم و خفگی به قتل رسید. مدتی بعد، قتل دکتر جمشید پرتوی به همین سبک اتفاق افتاد. با توجه به این که روزنامه جامعه خبر قتل وی با کارد را منتشر ساخت و در آذر همان سال پروانه و داریوش فروهر نیز با کارد به قتل رسیدند، برخی رسانه‌ها از معصومه مصدق نیز به عنوان یکی از قربانیان قتل‌های زنجیره‌ای نام بردند.

## روایت روزهای پایانی
یکی از دوستان معصومه مصدق به نام کورش زعیم از روزهای پایانی زندگی و چگونگی قتل وی نوشته‌است؛ به گفته وی معصومه مصدق در واپسین سفر خود به ایران نشانه‌های مشکوکی که گویای ورود افرادی به خانه‌اش بود، می‌دیده‌است مانند باز شدن پنجره و جابجا شدن مدارک پدربزرگش و جابه‌جا شدن میز. نشانه‌هایی که گویای این بوده‌است که کسانی قصد قتل وی را داشته‌اند. از این رو معصومه مصدق از سکونت در آن خانه هراس داشته‌است. سرانجام در روز چهارم اردیبهشت ۱۳۷۷ فردی سرایدار خانه به کورش زعیم خبر می‌دهد که صبح در اتاق معصومه باز نمی‌شده و وقتی با اطلاع به نیروی انتظامی در را باز می‌کنند، پیکر دشنه‌آجین وی را می‌یابند. ظاهر چهره و پیکر چنان بوده‌است که کسانی وی را ابتدا کتک زده و زخمی و سپس خفه کرده بودند.
محمود مصدق برادر وی می گوید که او سالها خارج از ایران زندگی می کرده است و حتی فارسی خوب صحبت نمی کرده: «خواهرم به جز حدود شش ماه، دیگر به ایران بازنگشت. او اصلا چهره سیاسی‎ نبود، حتی فارسی را هم خوب بلد نبود و کم پیش می‌‎آمد فارسی حرف بزند.»

## تحقیقات روزنامه جامعه
ماشا الله شمس الواعظین سردبیر روزنامه جامعه که تحقیقات وسیعی دربازه این قتل داشته است می گوید: 
او را بر روی صندلی نشاندند و استفاده از ضربات چاقو فقط برای ترساندن او به کار رفته است. آن چیزی که ما به دست آوردیم، برای اینکه او داد و فریادی نکند از پشت با فشار زیاد و محکم شال را دور دهانش گرفتند و چند کارد به او زدند تا ساکت شود. در گزارش پزشکی قانونی هم آمده علت مرگ او خفگی با فشار شال بود. حالا اینکه کارد چه مقدار تاثیر گذاشته مشخص نشد. چراکه خبرنگار ما رد و اثری از خون در خانه به جز روی صندلی و شال پیدا نکرد.  در آن زمان خبرنگار ما متوجه شد ارزش قیمت اشیایی که از خانه معصومه مصدق به سرقت رفته است، حدود ۵۰ میلیون تومان آن زمان بود. نکته‌ی دیگر آن که دو انگشت او به وسیله چاقو قطع می‌شود یعنی انگشترهای گرانقیمتی وجود داشته که مجبور به بریدن انگشت او می‌شوند و به همین دلیل فرضیه قتل سیاسی کاملا از بین می‌رود چرا که قتل کاملا انگیزه سرقت داشته است.»
این روزنامه‌نگار درباره‌ی شائبه نبودن قتل سیاسی هم می‌گوید: «به هیچ عنوان این قتل سیاسی نبود و ما در روزنامه جامعه هم تیتر زدیم قتل مرحومه‌ی نوه مصدق سیاسی نیست.»

## پس از قتل
۴ سال بعد از قتل معصومه مصدق مقامات پلیس از دستگیری فردی خبر دادند که به گفته آنان ممکن است در قتل وی به طمع دزدیدن اشیا عتیقه موجود در منزل وی سهیم بوده باشد. اموال منقول او در کالیفرنیا چندی قبل در پایگاه الکترونیکی eBay به حراج و فروش گذاشته شد. ساختمان موزه و کتابخانه مجاور آرامگاه محمد مصدق در احمدآباد مصدق به یاد او نام گذاری شده‌است.

## سرنوشت ملک
چند سال بعد وارثان معصومه مصدق ملک را که در نیاوران تهران است فروختند.مالک جدید اعلام کرد که به دلیل علاقه به مصدق ملک را به همان شکل نگهداری کند ، اما پس از خروج از ایران ملک توسط یک باند آدم ربا و کلاهبردار فروخته شد.